# Pytlov
Pytlov (německy Pittlau) je malá vesnice, část města Černošín v okrese Tachov v Plzeňském kraji. Nachází se asi 3,5 kilometru jihovýchodně od Černošína. Pytlov je také název katastrálního území o rozloze 3,27 km².

## Historie
První písemná zmínka o vesnici pochází z roku 1353.

## Obyvatelstvo
| Rok            | 1869 | 1880 | 1890 | 1900 | 1910 | 1921 | 1930 | 1950 | 1961 | 1970 | 1980 | 1991 | 2001 | 2011 | 2021 |
| -------------- | ---- | ---- | ---- | ---- | ---- | ---- | ---- | ---- | ---- | ---- | ---- | ---- | ---- | ---- | ---- |
| Počet obyvatel | 103  | 99   | 105  | 101  | 104  | 110  | 107  | 53   | 51   | 50   | 37   | 12   | 12   | 23   | 23   |
| Počet domů     | 20   | 21   | 21   | 21   | 20   | 20   | 21   | 16   | 12   | 13   | 8    | 8    | 8    | 9    | 9    |

## Obecní správa
Při sčítání lidu v letech 1850–1929 Pytlov byl osadou obce Svojšín v okrese Stříbro. V letech 1930–1963 byl samostatnou obcí v okrese Stříbro. Od roku 1964 je částí města Černošín v okrese Tachov.

## Další fotografie

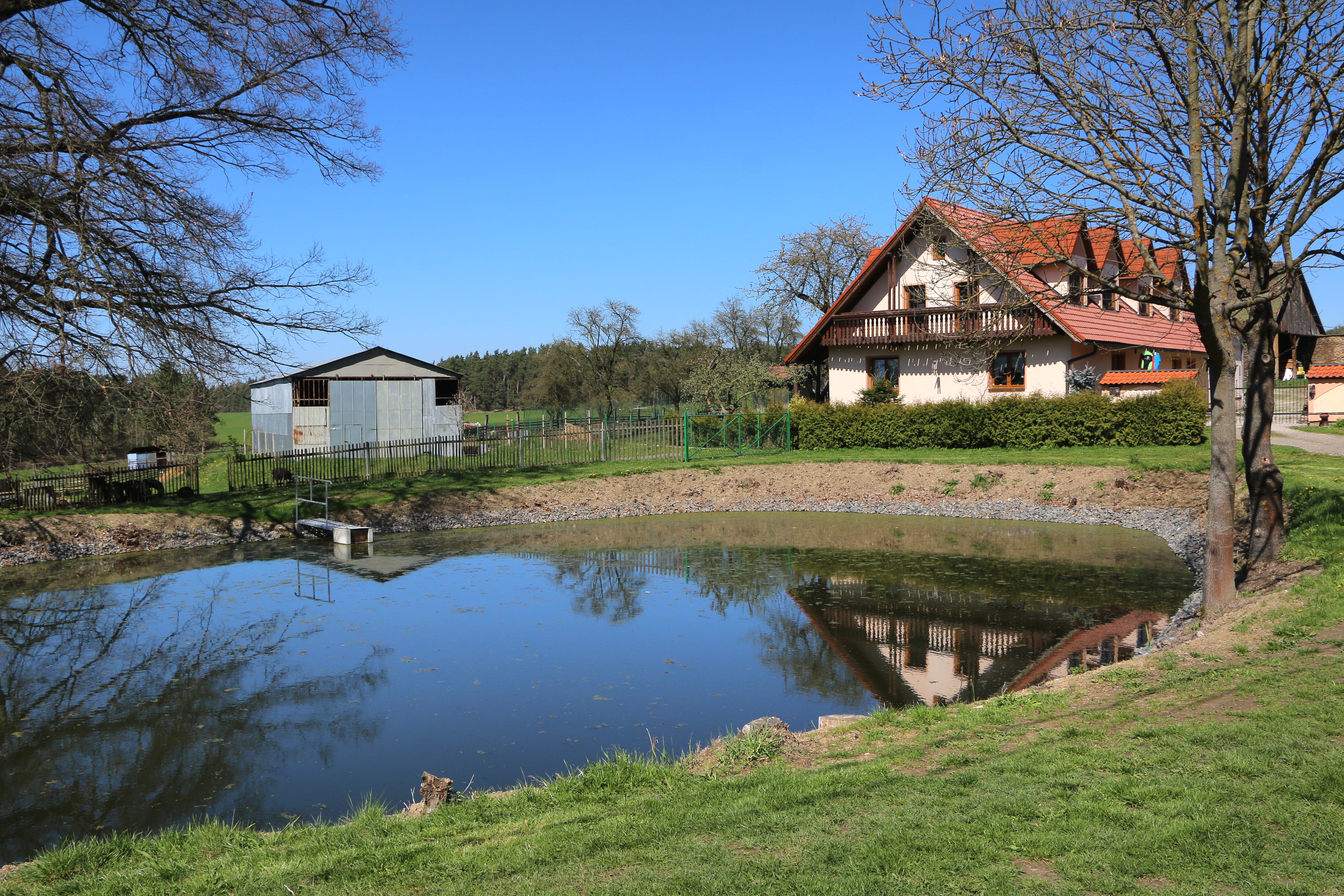
Dům u rybníka
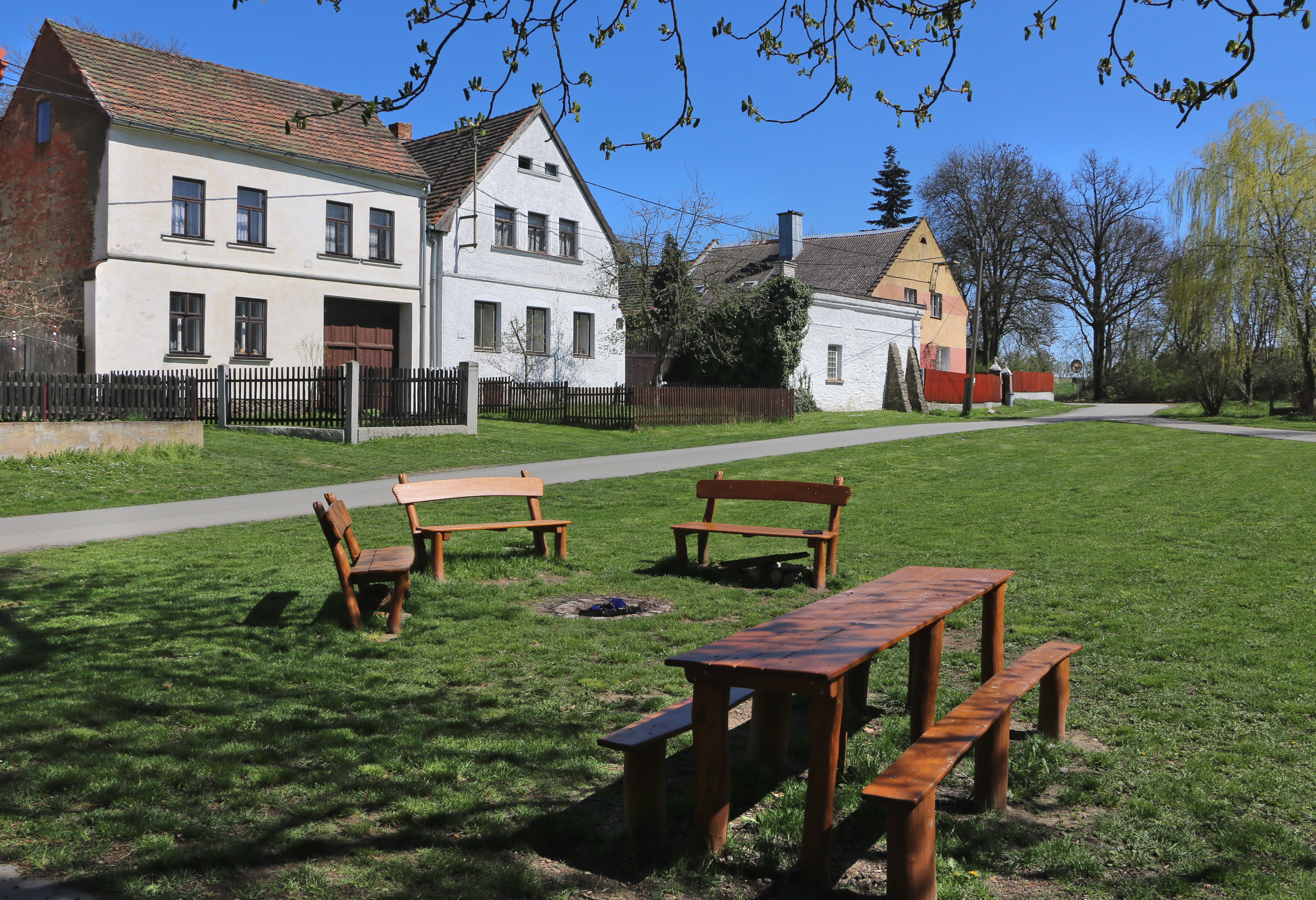
Posezení na návsi
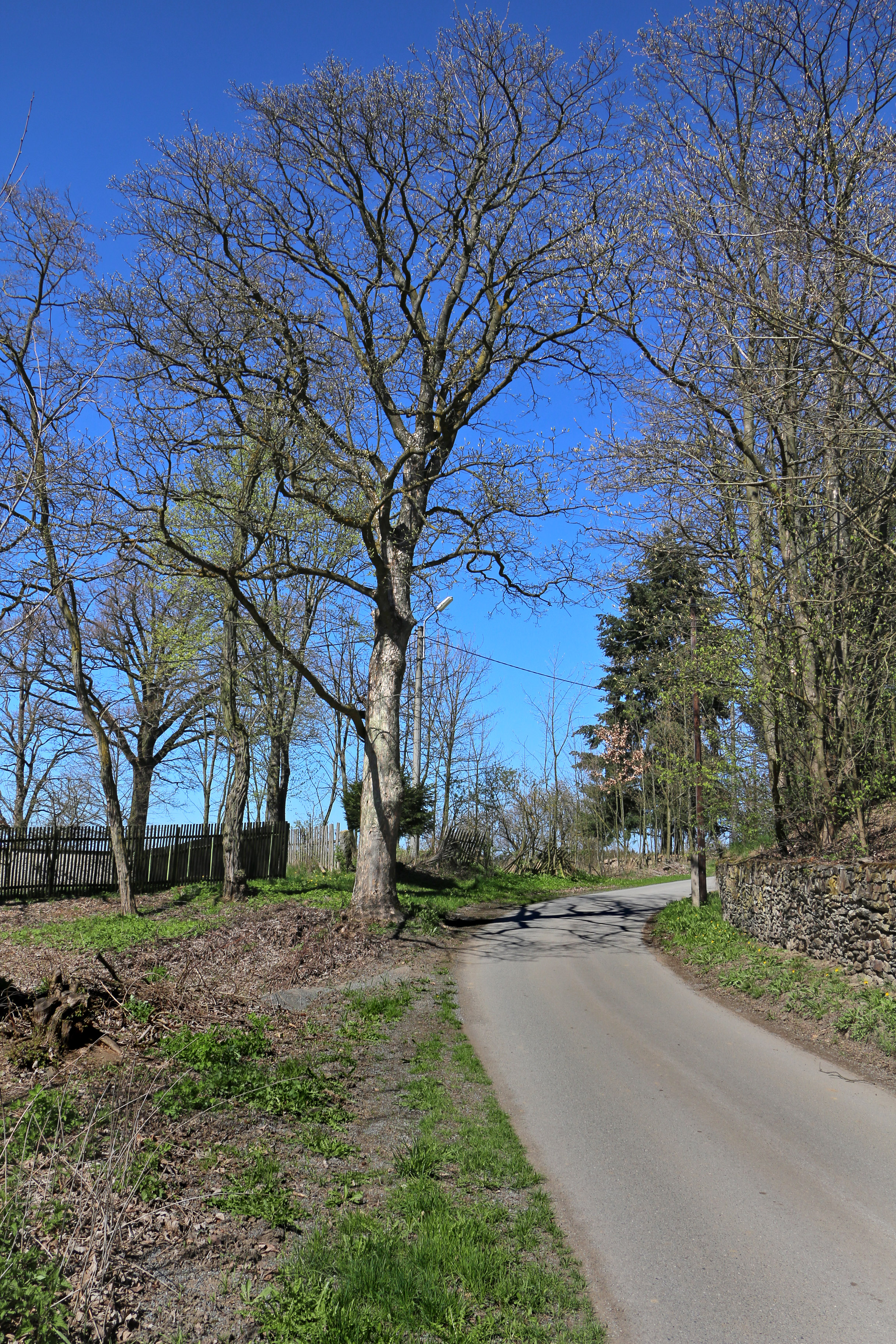
Silnice k vesnici